# Mieszko Bolesławowic
Mieszko Bolesławowic (ur. 1069, zm. 1089) – polski królewicz z dynastii Piastów, dopuszczony do współrządów przez Władysława I Hermana w latach 1086–1089, przypuszczalnie książę krakowski.

## Życiorys

### Młodość i powrót do Polski
Mieszko był jedynym znanym dzieckiem króla Polski Bolesława II Szczodrego i jego nieznanej bliżej żony. O latach młodości Mieszka wiadomo tyle, że w 1079 roku znalazł się wraz z ojcem i prawdopodobnie matką na przymusowej emigracji na Węgrzech. Bolesław II nie doczekał się odzyskania tronu – umarł dwa lub trzy lata później, w 1081 lub 1082 roku.
Władysław Herman zdawał sobie sprawę, że dopóki jego bratanek przebywa za granicą, jego władza będzie zagrożona. Do kompromisu doszło zapewne dzięki układowi politycznemu zawartemu pomiędzy Władysławem I Świętym a Władysławem Hermanem w 1086 roku. Treść zawartej ugody nie jest znana, ale można przypuszczać, że ceną powrotu do kraju Mieszka i emigracji politycznej (na Węgrzech wraz z Bolesławem Szczodrym znalazł się m.in. ród Awdańców) było uznanie zwierzchniej władzy Władysława Hermana. Jednak i młodszy syn Kazimierza Odnowiciela musiał pójść na kompromis: oddał bratankowi najprawdopodobniej dzielnicę krakowską. O fakcie tym brak bezpośrednich informacji i choć wszystkie dostępne źródła mówią o Mieszku tylko jako „synu Bolesława” to wydaje się, że nie mógł Władysław odpowiednio nie wyposażyć swojego jedynego wówczas dziedzica (najstarszy syn Władysława, Zbigniew, jako dziecko z nieuznanego przez Kościół małżeństwa nie mógł być brany jeszcze wtedy pod uwagę, Bolesław III Krzywousty urodził się właśnie w 1086 roku). Poza tym również władca węgierski czuł się zobligowany odpowiednio zabezpieczyć los swojego podopiecznego.
O w miarę dobrych kontaktach Mieszka ze stryjem świadczy też ożenek w 1088 roku z nieznaną z imienia księżniczką ruską, według jednej z hipotez Katarzyną Wsiewołodowną. Niektórzy sądzą, że Mieszko Bolesławowicz musiał wtedy być już udzielnym władcą, skoro któryś ruski książę zdecydował się wydać za niego córkę. Z drugiej strony nie musiało być to konieczne, ponieważ Mieszko należał do rodziny panującej.

### Okoliczności śmierci
Niespełna rok później nastąpiły wypadki, które przecięły dobrze zapowiadającą się karierę Mieszka Bolesławowicza. Wydarzenia te opisał w swojej kronice Gall Anonim:

miał zaś król Bolesław jednego syna, imieniem Mieszko, który nie okazałby się pod względem zacności gorszy od (swych) przodków, gdyby zawistne Parki nie przecięły chłopcu nici żywota w przededniu lat męskich. Tego chłopca wychowywał po śmierci ojca król węgierski Władysław i kochał go miłością ojcowską jakby (własnego) syna. Sam zaś chłopiec istotnie przewyższał wszystkich zarówno Węgrów, jak Polaków szlachetnymi obyczajami i pięknością i zwracał na siebie uwagę wszystkich jawnymi dowodami, pozwalającymi wróżyć mu przyszłe panowanie. Stąd stryj jego, książę Władysław, postanowił wezwać chłopca – pod złą wróżbą – z powrotem do Polski i ożenić go – na próżno, niestety – z ruską dziewczyną. Żonaty więc młodzieniaszek, gołowąsy a piękny, tak właściwie, tak rozumnie postępował, tak przestrzegał starego obyczaju przodków, że cały kraj z niezwykłym uczuciem upodobał go sobie. Lecz wrogi pomyślności śmiertelny los w boleść zamienił wesele i w kwiecie wieku przeciął nadzieję (pokładaną w) jego zacności. Powiadają mianowicie, że jacyś wrogowie z obawy, by krzywdy ojca nie pomścił, trucizną zgładzili tak pięknie zapowiadającego się chłopca; niektórzy zaś z tych, którzy z nim pili, zaledwie uszli niebezpieczeństwu śmierci. Skoro zaś umarł młody Mieszko, cała Polska tak go opłakiwała, jak matka śmierć syna – jedynaka.

Nie wiadomo, kto stał za opisaną powyżej zbrodnią, jednak pewne poszlaki wskazują na palatyna Sieciecha, który, jak pisze w innym miejscu Gall Anonim, „chciał wygubić cały ród Piastów”. Śmierć bratanka spowodowała, że Władysław Herman stał się prawomocnym władcą Polski.
Z Mieszkiem wiąże się legenda o powstaniu Kielc. Pochowany został na Wawelu, jednak jego grobowiec uległ zniszczeniu podczas budowy nowego kościoła, w czasie gdy biskupem krakowskim był Nanker.

## Genealogia
| Kazimierz I Odnowiciel ur. 25 VII 1016, zm. 19 III 1058 | Kazimierz I Odnowiciel ur. 25 VII 1016, zm. 19 III 1058 |                                                            |                                                            | Dobroniega ur. 1010-1016, zm. 1087 | Dobroniega ur. 1010-1016, zm. 1087 |  |  | NN ur. ?, zm. ? | NN ur. ?, zm. ? |                 |                 | NN ur. ?, zm. ? | NN ur. ?, zm. ? |
|                                                         |                                                         |                                                            |                                                            |                                    |                                    |  |  |                 |                 |                 |                 |                 |                 |
|                                                         |                                                         |                                                            |                                                            |                                    |                                    |  |  |                 |                 |                 |                 |                 |                 |
|                                                         |                                                         | Bolesław Śmiały ur. ok. 1042, zm. 2 lub 3 IV 1081 lub 1082 | Bolesław Śmiały ur. ok. 1042, zm. 2 lub 3 IV 1081 lub 1082 |                                    |                                    |  |  |                 |                 | NN ur. ?, zm. ? | NN ur. ?, zm. ? |                 |                 |
|                                                         |                                                         |                                                            |                                                            |                                    |                                    |  |  |                 |                 |                 |                 |                 |                 |
|                                                         |                                                         |                                                            |                                                            |                                    |                                    |  |  |                 |                 |                 |                 |                 |                 |
|                                                         |                                                         |                                                            |                                                            |                                    |                                    |  |  |                 |                 |                 |                 |                 |                 |

|  |  |  |  | Mieszko Bolesławowic (ur. 1069, zm. 1089) |